# Kryptogenius longilobus
Kryptogenius longilobus es una especie de coleóptero de la familia Pterogeniidae.

## Distribución geográfica
Habita en Indonesia.